# Хири моту
Хири моту е пиджин език, говорен от около 120 000 души в Папуа Нова Гвинея.